# François Longchamp

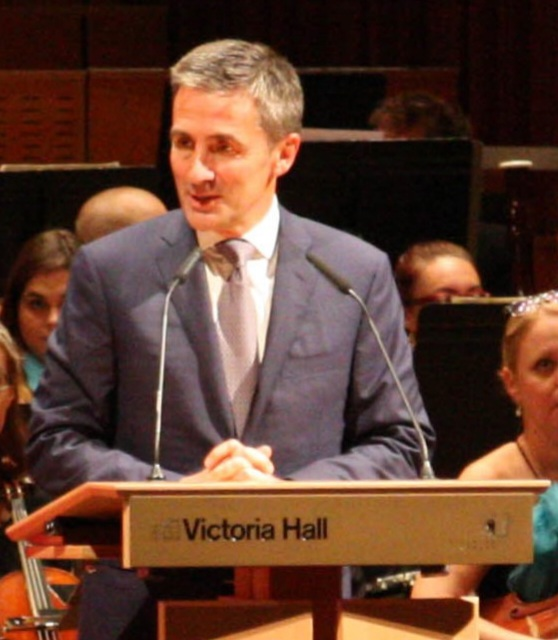
François Longchamp, 2017

François Longchamp (* 19. Februar 1963 in Genf, heimatberechtigt in Collonge-Bellerive) ist ein Schweizer Politiker (FDP).

## Leben
Longchamp hat an der Universität Genf das Lizentiat in Rechtswissenschaften erlangt und war danach als Generalsekretär des Departements für Gesundheit und Soziales tätig. Von 2002 bis 2005 war er Generaldirektor der Foyer-Handicap.
Sein erstes politisches Mandat übernahm er 2004, als er zum Präsidenten der FDP Genf ernannt wurde. Ein Jahr später, am 13. November 2005, wurde er in den Staatsrat des Kantons Genf gewählt und steht dort dem Département de la solidarité et de l’emploi vor. 2018 schied er aus dem Staatsrat aus. Von Dezember 2008 bis Dezember 2009 war er Vizepräsident des Staatsrats. Er ist Präsident der Konferenz der Westschweizer Kantonsregierungen WRK/CGSO und der 2019 gegründeten Fondation Aventinus, welche die Zeitung Le Temps per 1. Januar 2021 übernommen hat.
Longchamp ist ledig und wohnt in Prangins, im Kanton Waadt.